# Nabingué
Nabingué est une localité du Nord de la Côte d'Ivoire et appartenant au département de Ferkessedougou, Région des Savanes. La localité de Nabingué est un chef-lieu de commune.